# Norbert Walter-Borjans
Norbert Walter-Borjans (født 17. september 1952 i Krefeld-Uerdingen) er en tysk politiker (SPD).

## Politisk karriere
I 1991 udnævnte ministerpræsident Johannes Rau (SPD) ham først som stedfortræder og derefter indtil 1998 som talsmand for regeringen i Nordrhein-Westfalen. Fra 1999 arbejdede Walter-Borjans som freelance forretnings- og kommunikationskonsulent i Saarbrücken og Köln.
Fra maj 2006 arbejdede han på rådhuset i Köln.
I Hannelore Krafts regering var Walter-Borjans finansminister.
Ved valget til SPD-formandskab i 2019 stillede Walter-Borjans op sammen med Saskia Esken.
Ved afstemningen i november 2019 vandt Esken og Walter-Borjans mod Geywitz og Scholz.

## Weblinks
- Wikimedia Commons har flere filer relateret til Norbert Walter-Borjans